# Доватур, Аристид Иванович
Аристи́д Ива́нович Дова́тур (23 октября 1897, Рени, Бессарабская губерния — 17 марта 1982, Ленинград) — советский филолог-классик, историк. Доктор филологических наук (1962), профессор ЛГУ.

## Биография
Окончил историко-филологический факультет Саратовского университета (1921), где учился с 1917 года, когда перевёлся туда из Киевского университета. За выпускную работу «Личность и деятельность Солона в греческом историческом предании» был удостоен университетской золотой медали. В 1920—1922 годах там же работал помощником заведующего кабинетом классической филологии. В 1922 году был командирован в Петроград для продолжения учёбы в Петроградском университете.
В 1924—1935 годах преподавал в вузах Ленинграда, в частности в ЛИФЛИ и ЛГУ. В 1920-е годы входил в переводческий кружок АБДЕМ (А. Н. Егунов и др.).
В 1935 году в Ленинграде был арестован в первый раз и «в порядке очистки города от социально чуждых элементов» был выслан в Саратов на 5 лет, где работал ассистентом кафедры иностранных языков в Саратовском медицинском институте и ассистентом кафедры истории древнего мира и археологии исторического факультета Саратовского государственного университета. 1 октября 1937 года был арестован и приговорён к 10 годам лишения свободы; освобождён 2 октября 1947 года с запретом жить в Москве, Ленинграде и ещё шести крупных городах СССР (в 1955 году полностью реабилитирован). В 1954 году вернулся в Ленинград. В 1952 году в ЛГУ защитил кандидатскую диссертацию «Научный и фольклорный стиль у Геродота».
С 1955 года до конца жизни преподавал в Ленинградском государственном университете на кафедре классической филологии, которой заведовал с 1957 по 1971 год. С 1971 работал в Ленинградском отделении Института истории АН СССР.
К области научных интересов Доватура относились исследование греческой эпиграфики, исследование истории Северного Причерноморья, римская историография и источники по истории Рима, переводы текстов древних авторов.
Двоюродный брат (по отцовской линии) — советский астроном Александр Николаевич Дейч.

## Монографии
- Доватур А. И. Повествовательный и научный стиль Геродота / отв. ред. М. Е. Сергеенко. — Л.: Издательство ЛГУ, 1957. — 202 с. — 2300 экз.
- Доватур А. И. Политика и Политии Аристотеля / отв. ред. В. В. Струве. — М.—Л.: Наука, 1965. — 391 с. — 4000 экз.
- Доватур А. И. Рабство в Аттике в VI—V вв. до н. э. — Л.: Наука, 1980. — 136 с. — (Исследования по истории рабства в античном мире). — 3550 экз.
- Доватур А. И., Каллистов Д. П., Шишова И. А. Народы нашей страны в «Истории» Геродота / отв. ред. В. Т. Пашуто. — М.: Наука, 1982. — 456 с. — (Древнейшие источники по истории народов СССР). — 5000 экз.
- Доватур А. И. Феогнид и его время. — Л.: Наука, 1989. — 208 с. — 9300 экз.